# آرشي ستاوت
آرشي ستاوت (بالإنجليزية: Archie Stout)‏ هو مصور ومصور سينمائي أمريكي، ولد في 30 مارس 1886 في آيوا في الولايات المتحدة، وتوفي في 10 مارس 1973 في لوس أنجلوس في الولايات المتحدة.

## وصلات خارجية
- آرشي ستاوت على موقع IMDb (الإنجليزية)
- آرشي ستاوت على موقع ألو سيني (الفرنسية)
- آرشي ستاوت على موقع أول موفي (الإنجليزية)
- آرشي ستاوت على موقع قاعدة بيانات الأفلام السويدية (السويدية)
- آرشي ستاوت على موقع قاعدة بيانات الفيلم (الإنجليزية)
- آرشي ستاوت على موقع كينوبويسك (الروسية)